# Амальгама

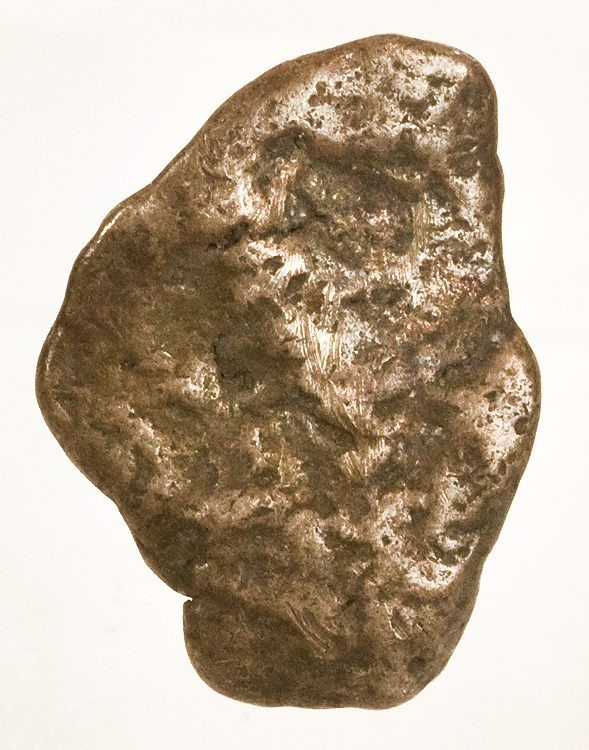
Природна амальгама зі срібла і ртуті.

Амальга́ма (англ. amalgam, нім. amalgam) — сплав ртуті з іншим металом. Більшість металів, крім заліза і платини, можуть бути частиною амальгами.

## Використання
Застосовують у техніці, наприклад, для металізації поверхні матеріалу (позолочення, посріблення) та в стоматології для пломбування зубів. Стоматологічна амальгама складається з міді, срібла і цинку, вона залишається м'якою протягом деякого часу після змішування, потім твердіє. Також використовується у виробництві дзеркал. Амальгами натрію, цинку і деяких інших металів застосовують у лабораторній практиці як відновники.
Залежно від співвідношення кількості ртуті і металу амальгами можуть бути при кімнатній температурі рідкими, напіврідкими або твердими. При сильному нагріванні амальгами ртуть випаровується. Ця властивість використовується при добуванні золота, срібла та платини з руд і концентратів.
Деякі шахраї намагаються продавати амальгаму з вмістом ртуті як червону ртуть, вигадану речовину, що видають за розробку військових СРСР.

## Виробництво
Для процесу амальгамації використовують спеціальний апарат — амальгаматор.
Процес утворення амальгами полягає в змочуванні металу ртуттю, що спричинює їх взаємне дифундування; одночасно утворюються і хімічні сполуки металу з ртуттю.

## Види сплавів
| Назва сплаву            | Опис | Склад у %                                      | Блиск                | Густина     |
| ----------------------- | --- | ---------------------------------------------- | -------------------- | ----------- |
| Амальгама золота        | Інтерметалічна сполука ртуті і золота (Au2Hg3). Зустрічається у природі у вигляді зерен і плівок білого і світло-жовтого кольору, рідинної маси, а також кристалів. Знайдена в розсипах Маріпоза (шт. Каліфорнія, США), разом з самородною платиною в Колумбії, на о. Калімантан. | Au — 39,63; Hg — 60,37. Іноді містить до 7% Ag | Металічний.          | 15,47       |
| Амальгама масловугільна | Просторова тиксотропна структура з крапель та плівки масла і вугільних зерен, яка виникає в водній гідросуміші при збагачуванні, зневодненні та облагороджуванні вугілля методами масляної агломерації та грануляції. |                                                |                      |             |
| Амальгама паладіїста    | Паладіїста ртуть PdHg. Сингонія кубічна. Утворює зерна сріблясто-білого кольору (самородки). Крихка. Знайдена у вигляді розсіяних зерен і самородків при промиванні алмазів на р. Потаро в Гаяні. Інші назви: потарит, амальгама паладію. Твердість 3,75. | Pd — 35,9%; Hg — 64,1%                         | Металічний, сильний. | 13,48-16,11 |
| Амальгама срібла        | Інтерметалічна сполука ртуті та срібла — (HgAg). Сингонія кубічна. Зустрічається у вигляді зерен, нальотів, дендритів, кристалів. Кристали додекаедричні, рідше тетрагон-триоктаедричні, октаедричні та кубічні. Твердість 3. Колір і риса срібно-білі до темних. Спайність дуже недосконала. Злом раковистий до нерівного. Досить крихка, до ковкої. Зустрічається в ртутних та срібних родовищах разом з баритом, галенітом, аргентитом, цеолітами, а також у кварцових та баритових жилах з піритом і кіновар'ю у вигляді включень у кальциті. Рідкісна. | Hg — від 51 до 73%                             | Металічний           | 13,7-14,1   |